# Al'bert Batyrgaziev
Al'bert Chanbulatovič Batyrgaziev (in russo Альберт Ханбулатович Батыргазиев?; Babajurt, 23 giugno 1998) è un pugile russo di origini Nogai, vincitore di una medaglia d'oro olimpica a Tokyo 2020 nella categoria pesi piuma.

## Carriera olimpica
Prima di dedicarsi concretamente al pugilato nel 2016, durante l'adolescenza è stato un campione di kickboxer. Come pugile dilettante ha rappresentato la Russia ai Campionati mondiali di pugilato dilettanti 2019. Dopo aver fatto il suo debutto professionale nel 2020, si è qualificato alle Olimpiadi estive del 2020 vincendo una medaglia d'oro al torneo di qualificazione europea.
A Tokyo, nel corso del torneo olimpico, in cui ha partecipato nella categoria pesi piuma, ha vinto i suoi primi due incontri prima di approdare alle semifinali, in cui ha sconfitto in rimonta per 3-2 il già campione olimpico cubano Lázaro Álvarez. Nella finale ha battuto lo statunitense Duke Ragan per 3-2, diventando il primo pugile professionista nella storia delle Olimpiadi a vincere una medaglia d'oro.

## Carriera professionistica
Batyrgaziev debuttò come pugile professionista il 3 luglio 2020, ottenendo una vittoria per interruzione al 7º round per via del ritiro dell'avversario Armen Ataev e conquistando il titolo vacante WBA dell'Asia orientale per i pesi superpiuma all'Universalʹnyj dvorec sporta Kryl'ja Sovetov di Mosca.
Il suo secondo incontro avvenne contro Erzhan Turgumbekov il 22 agosto 2020 a Kazan. in un combattimento che ha visto Turgumbekov ricevere una detrazione di punti nel 6º round per aver colpito l'avversario sotto la cintura, Batyrgaziev vinse per KO tecnico a 1 minuto e 38 secondi nel 10º e ultimo round.
In seguito sfidò Sibusiso Zingange il 29 gennaio 2021 all'Universalʹnyj dvorec sporta Kryl'ja Sovetov di Mosca. Batyrgaziev ha sconfitto il suo avversario per KO tecnico al 7º round: infatti aveva abbattuto con un pugno al corpo Zingange, il quale era riuscito a rialzarsi prima che l'arbitro contasse fino a dieci, ma poi venne nuovamente sbattuto a terra da Batyrgaziev, sicché dall'angolo di Zingange veniva gettava la spugna
Batyrgaziev affrontò poi Suat Laze per il titolo vacante europeo WBO dei pesi piuma l'11 ottobre 2021 al Dvorec sporta Salavat Julaev di Ufa. L'incontro era stato programmato come evento principale durante la Giornata Nazionale della Baschiria e venne trasmesso da Match TV. Batyrgaziev vinse l'incontro per KO al secondo turno.
Batyrgaziev si scontrò con Franklin Manzanilla per il titolo vacante internazionale IBF dei pesi piuma il 24 dicembre 2021 presso l'Universalʹnyj dvorec sporta Kryl'ja Sovetov di Mosca. L'incontro era stato programmato come evento principale di una serie di 14 combattimenti trasmessi da Match TV. Batyrgaziev ottenne la vittoria vinto l'incontro per KO tecnico al 4º round, dopo che l'angolo di Manzanilla gettò la spugna al minuto 2:25.
Batyrgaziev affrontò Heybatulla Hajialiyev per il titolo vacante EBP dei pesi leggeri il 3 aprile 2022  l'Universalʹnyj dvorec sporta Kryl'ja Sovetov di Mosca, battendo l'avversario con decisione unanime con i punteggi di 99-91, 100-90 e 100-90. Batyrgaziev sfidò poi Ricardo Nunez l'11 novembre 2022, anche in questo caso vincendo con decisione unanime.
Batyrgaziev ebbe modo di affrontare l'ex campione WBA dei pesi superpiuma Jezzrel Corrales il 4 febbraio 2023, vincendo l'incontro per KO tecnico al 9º round, quando l'angolo di Corrales ha gettato la spugna a 28 secondi dall'inizio del penultimo round. Batyrgaziev si scontrò poi con l'imbattuto Francis Frometa il 28 luglio 2023, vincendo il match con decisione unanime.
La striscia di imbattibilità di Batyrgaziev è proseguita anche nei successivi incontri con Ender Luces il 19 ottobre 2023 e con Jono Carroll il 12 luglio 2024.

## Risultati da professionista
| N. | Risultato | Record | Avversario            | Tipo | Round, tempo  | Data             | Località                                                   | Note                                                          |
| -- | --------- | ------ | --------------------- | ---- | ------------- | ---------------- | ---------------------------------------------------------- | ------------------------------------------------------------- |
| 11 | Vittoria  | 11-0   | Jono Carroll          | TKO  | 10            | 12 luglio 2024   | IBA Colosseum, Serpuchov, Russia                           | Vince il titolo vacante WBA Interim World dei pesi superpiuma |
| 10 | Vittoria  | 10-0   | Ender Luces           | KO   | 10            | 19 ottobre 2023  | Universal Sports Palace Molot, Perm', Russia               |                                                               |
| 9  | Vittoria  | 9-0    | Francis Frometa       | UD   | 10            | 28 luglio 2023   | Tennis Centre, Chanty-Mansijsk, Russia                     |                                                               |
| 8  | Vittoria  | 8-0    | Jezreel Corrales      | RTD  | 9 (10), 0:28  | 4 febbraio 2023  | Sport Palace "Nadezhda", Serpuchov, Russia                 |                                                               |
| 7  | Vittoria  | 7-0    | Ricardo Nunez         | UD   | 10            | 11 novembre 2022 | Universal'nyj dvorec sporta Kryl'ja Sovetov, Mosca, Russia |                                                               |
| 6  | Vittoria  | 6-0    | Heybatulla Hajialiyev | UD   | 10            | 3 aprile 2022    | Universal'nyj dvorec sporta Kryl'ja Sovetov, Mosca, Russia | Vince il titolo vacante EBP dei pesi piuma                    |
| 5  | Vittoria  | 5-0    | Franklin Manzanilla   | TKO  | 4 (10), 2:25  | 24 dicembre 2021 | Universal'nyj dvorec sporta Kryl'ja Sovetov, Mosca, Russia | Vince il titolo vacante IBF International dei pesi piuma      |
| 4  | Vittoria  | 4-0    | Suat Laze             | KO   | 2 (10), 1:57  | 11 ottobre 2021  | Dvorec sporta Salavat Julaev, Ufa, Russia                  | Vince il titolo vacante WBO European dei pesi piuma           |
| 3  | Vittoria  | 3-0    | Sibusiso Zingange     | TKO  | 7 (10), 2:07  | 29 gennaio 2021  | Universal'nyj dvorec sporta Kryl'ja Sovetov, Mosca, Russia |                                                               |
| 2  | Vittoria  | 2-0    | Erzhan Turgumbekov    | TKO  | 10 (10), 1:38 | 22 agosto 2020   | Pyramids, Kazan', Russia                                   |                                                               |
| 1  | Vittoria  | 1-0    | Armen Ataev           | RTD  | 7 (10), 3:00  | 3 luglio 2020    | Universal'nyj dvorec sporta Kryl'ja Sovetov, Mosca, Russia | Vince il titolo vacante WBA Asia East dei pesi superpiuma     |